# Под жрвњем
„Под жрвњем” је југословенски ТВ филм из 1990. године. Режирао га је Дејан Ћорковић а сценарио су написали Ђорђе Лебовић и Драгослав Ненадић.

## Улоге
| Глумац                  | Улога              |
| ----------------------- | ------------------ |
| Бранка Петрић           | Фема Савић         |
| Никола Симић            | Стеван Савић       |
| Горица Поповић          | Јока               |
| Михаило Миша Јанкетић   | Тодор, муж Јокин   |
| Драгомир Фелба          | Панта, деда        |
| Драгомир Чумић          | Илија, пробисвет   |
| Бранка Пујић            | Стана Савић, ћерка |
| Милорад Мандић Манда    | Душан, син Јокин   |
| Марко Ратић             | Диле Савић, син    |
| Бранимир Брстина        | Жика               |
| Богосава Никшић         | Сељанка на пијаци  |
| Михајло Бата Паскаљевић | Фотограф           |
| Весна Станојевић        | Удавача            |
| Миња Војводић           | Тоша, кафеџија     |